# 捍衛沙田
捍衛沙田，為於2015年2月15日在香港新界沙田市中心所發生的社會運動，由「光復香港，捍衞本土」本土派政治組織及社交網絡群組在網上發起，原因為抗議香港境內水貨客問題、爭取取消港澳個人遊一簽多行及反對商場租戶市場傾向自由行顧客，目標與自2012年9月起發動的光復上水站及於2015年2月8日發動的光復屯門的原因相近。示威者指控來自中國大陸的水貨客充斥著港鐵東鐵線沿線，涉嫌從事走私活動，長期霸佔商場通道，同時使到物價膨脹以及商舖租金上升，原來位於沙田市中心一帶的小商戶均被藥房、首飾店及名店等受自由行歡迎的商店取代，影響到附近居民的生活。約200及至逾300名網民響應社交網絡號召，集中到新城市廣場及沙田中心一帶範圍示威，事件最終演變成為衝突（在新城市廣場多次爆發，多間店舖需要拉下鐵閘），警察機動部隊施放胡椒噴劑和使用警棍以驅散示威者及平息事件。事件造成3人受傷，6人被拘捕。

## 經過

### 發起
2015年2月8日光復屯門發生後，「光復香港，捍衞本土」facebook專頁隨即發動於同月15日舉行捍衛沙田抗議活動，表示會到沙田站附近的藥房及連鎖時裝品牌「行吓（走走）」，有近千人表示將會參與。唯活動發起人指有人向警察及傳媒洩密為理由取消該活動。其後網民以「大減價」為名再次發起行動，約600人在facebook上表示將會參加。
警務處對此表示關注，呼籲有關人士盡快聯絡警務處，就其活動細節進行商討，以便警察協助他們合法和有秩序地進行有關公眾活動，並且將有關公眾活動對其他市民帶來的不便減至最低。警務處又呼籲集會人士保持克制及冷靜，遵從現場警務人員的指示及勸喻，以和平理性的方式表達訴求，並且重申絕不容忍任何暴力行為，稱任何人如果違法，不論任何背景，警察定會不偏不倚及公平公正地處理。警方於14日下午在沙田火車站外的巴士總站，擺設20多個鐵馬，同時表示部署500警力應對，包括新界南總區重案組及機動部隊人員。警方會先向遊行人士作警告，若對方向店舖及消費者作出滋擾行為，會採取果斷執法行動。

### 等候
2015年2月15日下午3時，約50名示威者響應社交網絡號召（包括於光復屯門中被拘捕的本土民主前線成員），從東鐵線沙田站B出口等候。由於於事件發生當日前一週就發生過光復屯門衡突事件，因此警務處於中午時份已經布下警察力量，以求防止衝突發生，沙田站公共運輸交匯處停有5輛警察車輛，有便衣警務人員從高空監察，另外有大量警務人員在沙田站截查等候的戴口罩人物。網上媒體Resistance Live指出，有警務人員以懷疑記者藏有攻擊性武器為理由，要求查看其身份證及進行搜身，該名記者遂出示記者證，不過有關警務人員表示，由於其記者證並非由香港記者協會所發出，因此並非正式記者。本土民主前線成員於3時10分出現後，有大批記者跟隨，使到活動參與人數逐漸增多至逾200名，人群聚集在沙田站大堂，站內奇華餅家職員貼出「因暴動，暫停營業」之手寫告示，引起了部分網民的批評。
示威者當中大部份前往新城市廣場示威，餘下約10至約20名則前往沙田中心。

### 行動展開
示威者先在新城市廣場第一期3樓游走示威，高呼「取消一簽多行」、「滾回中國，回中國消費」及「香港獨立」口號，並且高舉「驅除蠻夷」及「自由行正衰人」橫額，大批商場保安跟隨示威者。示威者游走期間，有一名男子破口大罵及推撞人群，引起示威者不安；示威者於是駐足，高呼要求警務人員帶走該名男子，該名男子其後涉嫌襲擊警務人員而被拘捕。而位於附近的周生生、周大福、六福珠寶、LLOYD鞋店、Y-3及施華洛世奇等等多間店舖職員紛紛落閘，以免受到影響。期間有示威者高舉抗議標語，與中國大陸人口角，又大叫「返大陸」口號，沿途則有大批警務人員在旁監視，秩序大致上均良好，未見激烈衝突。不過通道則被擠得水洩不通，商場一度關上中央空氣調節，加上前往沙田廣場的通道被封閉，使到大批示威者其後離開通道範圍，向新城市廣場第三期進發。

### 前往第三期示威
示威者前往新城市廣場第三期一田百貨方向途中，多次指罵中國大陸遊客，附近店舖紛紛落閘。當示威者到達Global Works時裝店的時候，有來自深圳的旅客豎中指回應示威者，部份示威者情緒激動，衝進店內指罵，後來經過其他示威者勸告後，激動示威者返回通道範圍繼續示威。
示威者前往新城市廣場第三期後，部份示威者拍打一間已經關門的內衣店舖閘門，亦有示威者指罵攜帶行李箱之中國大陸遊客及便衣警務人員，又向他們豎中指。不少中國大陸旅客被示威者包圍，手拉車被按扯不准放行，而且被斥責在香港購物是為「賣國賊」，要求他們「滾回中國」消費。部份示威者一度欲前往一田百貨，惟有人指出該百貨公司支持本土後，示威者返回3樓及重返新城市廣場第一期。此時，大批商場保安人員以人鏈方式封閉前往第三期的通道，遊人因而需要經由二期前往。

### 返回第一期後場面失控
下午4時40分，來往新城市廣場第三期和第一期的通道上爆發衝突，示威者與警務人員激烈推撞，多人跌倒地上，大批警察機動部隊人員趕抵增援，其間有警務人員拔出警棍戒備。混亂中，警察至少拘捕一名男子，亦有警務人員受傷倒地，並且將示威者推往第一期的斜道上，場面混亂。其後示威者聚集在Global Works與Desigual之間的通道範圍，高呼「放人」及罵警務人員為「黑警」。其後新城市廣場再度關上中央空氣調節，令到走廊玻璃牆出現霧氣，有示威者在玻璃牆上寫上「黑警」及斥責香港行政長官梁振英等等抗議字句。示威者其後離開通道範圍，向第一期展覽廊通道進發。

### 展覽廊通道集會
多名示威者重新聚集在展覽廊通道集會，有人揮舞港英旗，高呼「香港獨立」及“689下台”等等口號。示威者其後改變策略，四散流竄「點火頭」，在不同地點指罵疑似從中國大陸來的旅客，令到警察疲於奔命。

### 場面再一次失控
下午5時30分左右，4樓marimekko店外一名示威者被警務人員帶走，約70名示威者立即趕往4樓支援，衝突期間店內部分貨架遭到推倒，多名店舖職員受驚，蹲在店舖一角躲藏以避免成為示威者的攻擊目標。店舖職員其後關門，警務人員築成人鏈將雙方分隔，並且拉起封鎖線以保護商店職員。不過示威者仍然步步進逼，推撞警務人員，店舖閘門遭到破壞，警察機動部隊傳令員首次高舉紅色旗幟，警告示威者停止衝擊，否則警察會使用武力，其後多次作出展示，示威者沒有理會，並且責罵警察為「黑警」，警察其後施放胡椒噴劑，並且一度揮動警棍驅趕，有示威者戴上眼罩及舉起雨傘防禦。期間有示威者向警務人員投擲垃圾桶蓋，幸沒有人受傷。
傍晚近6時，在4樓Folli Follie附近，一名自稱香港人的男子指罵示威者為「廢青」，又掐住一名示威青年的頸部，該名男子其後被其他示威者制服按在地上，警務人員其後將兩人帶走調查。另外，示威者在3樓張貼「勇武抗爭，香港建國」貼紙，當時3至5樓大部份店舖均已經關門。

### 封鎖商場後示威者散去
警察隨即加派警察力量，築成重重人鏈。新城市廣場職員架起圍板及鐵馬，表示商場現正發生「特別事故」，需要封鎖來往沙田中心及沙田廣場的出入口，指示遊人繞道，引起部份遊人不滿。至晚上7時許，示威者無法經由行人天橋前往沙田中心，因此經由戶外樓梯前往地下，當中逾10名示威者衝出馬路，其後前往沙田中心，然後散去；亦有示威者從橫過班馬線前往沙田廣場方向。此時，大部份示威者散去，一批示威者則逗留在商場內不同地方，至8時半，逾20名示威者在好運中心的戶外通道上聚集，惟大多店舖均已經關門。另外有60至70及示威者（包括熱血公民和本土民主前線等成員）前往沙田警署門外聲援被拘捕者。

## 拘捕
事件中一共有5人被拘捕，年齡介乎17至36歲，涉嫌公眾地方行為不檢、阻礙公職人員執行職務、普通襲擊及襲擊警務人員等。翌日凌晨，一名35歲無業男子被檢控於新城市廣場3樓周大福店鋪門外拉扯駐守於警察公共關係科的傳媒聯絡主任女性總督察之頭髮；被告暫時毋須答辯，押後至4月13日警察檢取現場閉路電視後進一步調查，及就檢控罪名的適合性諮詢法律意見，他獲准以500港元現金保釋候訊，期間不得離開香港。

## 影響
- 新城市廣場以包括普通話在內的多種語言廣播，呼籲商場遊客冷靜[10]有顧客來不及離開被困店內，有小孩更被嚇至狂哭。另有內地旅客則對遊行不表擔心，在落閘的店舖內把握時間繼續購物，以至閘外拍照。[11]到傍晚6時，商場職員則架起圍板及鐵馬，指商場正發生「特別事故」，需要封鎖來往沙田中心及沙田廣場出入口，要求市民繞道而行，引起部份市民不滿。
- 沙田新城市廣場的Uniqlo分店經理在遊行前曾經表示不擔心成為反水貨客大軍的狙擊目標，惟在遊行開始後就已經關門。

## 回應
沙田警區署理副指揮官徐寶珠表示，當日約200名示威者於下午3點起參與遊行，期間有人撞擊店鋪閘門，沒有理會警察勸喻，行動中共拘捕5人，涉嫌公眾地方行為不檢、阻礙公職人員執行職務、普通襲擊及襲擊警務人員等，事件中有一名警務人員和兩名公眾受傷，警察將會作出進一步調查，不排除稍後再採取拘捕行動。她重申警務處尊重香港市民遊行及示威之自由，不過有責任維持公共秩序，呼籲市民和平地表達訴求。

## 迴響

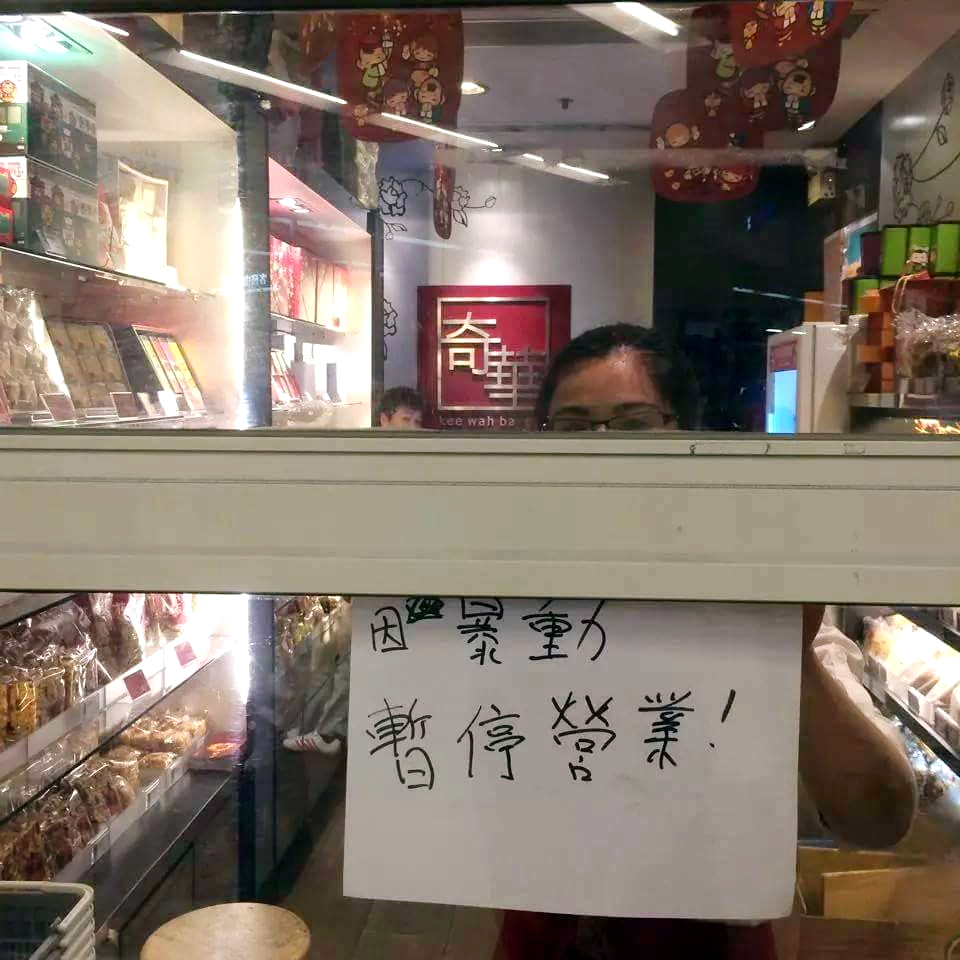
港鐵沙田站站內奇華餅家職員貼出「因暴動，暫停營業」之手寫告示，引起了網民的批評。

- 沙田區議會區議員衛慶祥表示，近年水貨客漸漸從北區蔓延至沙田區，部分水貨客懷疑為避過在港鐵上水站設置的行李磅重要求。他經常接獲居民有關水貨客的投訴，雖然不排除衝突中有滋事者，但是亦有很多沙田居民認為需要有人替他們發聲而響應，因而圍觀活動，參與高呼口號，顯示很多居民對中國大陸旅客抱有怨氣，呼籲香港政府盡快修訂一簽多行次數上限，避免社區市場失衡。[14]
- 有接受訪問的居民表示商場銷路傾向自由行後已經減少其購物意慾，而商場有責任疏導人潮，不要讓旅客阻塞通道，影響他人出入[15]。
- 有接受訪問、在沙田市中心附近商場工作的香港人對自由行減少來到香港的決定叫好，指控他們不但推高店鋪租金，甚至連便利店也不放過。[16]
- 立法會議員王國興批評示威者搗亂商戶的行徑不可以接受，認為光復屯門及捍衛沙田明顯為以抗議水貨客為藉口煽動中港矛盾，破壞商戶們的合法經營權利，希望警察加強防範，若然網上號召涉嫌違法行為，應該採取行動遏止。
- 立法會議員葛珮帆強烈譴責暴力分子一而再以暴力行為對待來訪香港的旅客，認為該些示威者嚴重影響香港商店營業，呼籲各界不要再讓香港墮落。
- 香港理工大學應用社會科學系助理教授鍾劍華形容，連串示威顯示香港市民的不滿程度達至臨界點，若然香港政府不正視，中港矛盾將會繼續地惡化[17][18]。
- 身兼港區全國人大代表的立法會議員田北辰表示，準備在即將舉行的兩會上提出為一簽多行設限，限制旅客日後來訪香港次數，因為現時個別不良分子利用一簽多行來到香港從事水貨活動，「他們不止造成擠逼，更有挑釁警察等行為」，相信建議能夠獲得市民支持。他指出上限必須合理，既需要考慮打擊水貨活動成效，又要照顧以旅遊為目的的中國大陸遊客民的需要，初步方向是每年30至40次[19]。此外，考慮到整體自由行人數升幅下降，同時過夜旅客消費亦見減少，田北辰亦打算在兩會上要求中央政府考慮開放西安市、哈爾濱市和青島市的居民來到香港自由行[20]。
- 沙田站內奇華餅家職員一度落閘，貼出「因暴動，暫停營業」之手寫告示，引起大批網民不滿，批評奇華散播謠言。奇華餅家於同月16日在其Facebook專頁道歉，承認是「店員用詞不當」，對事件深表抱歉，承諾日後加倍留意[21]。

## 相關參見
- 上水站
- 光復上水站
- 光復屯門
- 光復元朗
- 遊覽完上水去屯門
- 港澳個人遊
- 香港城邦自治
- 香港獨立運動
- 光復東涌